# Oliver Kovačević
Oliver Kovačević (Split, 29. listopada 1974.) bivši je srbijanski nogometni vratar.
Trenutno igra za bugarski klub CSKA Sofija. Prijašnji klubovi su Hajduk Split, Rad, Milicionar  Beograd i Železnik.
Oliver Kovačević je 3 puta nastupao za reprezentaciju Srbije i Crne Gore.